# 头状沙拐枣
头状沙拐枣（学名：Calligonum caput-medusae）为蓼科沙拐枣属的植物。分布于土库曼斯坦、哈萨克斯坦以及中国大陆的宁夏、甘肃、新疆等地，目前尚未由人工引种栽培。